# Duncan Waldron
Duncan Waldron est un astronome et un photographe écossais.

## Biographie
Duncan Waldron naît à Glasgow, en Écosse. Le 10 octobre 1986, Waldron découvre l'astéroïde (3753) Cruithne alors qu'il travaille à l'observatoire de Siding Spring, en Australie. Le 21 novembre 1986, il découvre également l'astéroïde (5577) Priestley.
À l'été 1998, il déménage avec sa famille en Nouvelle-Galles du Sud, en Australie.